# Europäische Grüne Partei
Die Europäische Grüne Partei (englisch European Green Party; EGP) ist eine europäische politische Partei, die 39 grüne Parteien aus 34 europäischen Staaten umfasst. Sie wurde am 21. Februar 2004 in Rom gegründet und folgt der Europäischen Föderation Grüner Parteien (EFGP). Die EGP ist einer der vier Regionalverbände der Global Greens. Zusammen mit der Europäischen Freien Allianz bildet sie im Europäischen Parlament die Fraktion Die Grünen/Europäische Freie Allianz.

## Geschichte

### Vorgeschichte
Im Vorlauf der Europawahl 1979 gründete sich auf Initiative der deutschen Grüne Liste Umweltschutz die Europäische Ökologische Aktion (ECOROPA), die Parteien und Wählervereinigungen aus 14 Ländern umfasste. Nur die italienische Partito Radicale konnte jedoch ins Parlament einziehen. Im Nachlauf wurde die Platform of Ecopolitical Action for a Peaceful Change of Europe in Strasbourg (PEACE) gegründet. Aus dieser entwickelte sich die 1980 die Koordination grüner und radikaler Parteien (KGRP), der neben grünen auch radikaldemokratische, linke und andere alternative Parteien angehörten.
„Reine“ grüne Parteien auf der einen und ältere radikaldemokratische Parteien, wie die Partito Radicale und die niederländische Politieke Partij Radikalen, konnten sich jedoch nicht auf eine gemeinsame politische Linie einigen. Nachdem die beiden radikaldemokratischen Parteien die KGRP verlassen hatten, wurde am 26. März 1983 von den grünen Parteien eine gemeinsame Wahlplattform verabschiedet und am 31. März/1. April 1984 im belgischen Lüttich die Europäische Koordination Grüner Parteien (EKGP) gegründet. Dieser gehörten Parteien aus Belgien, Deutschland, Frankreich, Großbritannien und den Niederlanden an. Bei der Europawahl 1984 entfielen elf Sitze auf grüne Parteien, davon sieben auf die deutschen Grünen. Zusammen mit anderen linken und radikaldemokratischen Parteien sowie den Mitgliedsparteien der regionalistischen Europäische Freie Allianz gründeten die grünen Abgeordneten die Regenbogen-Fraktion: Föderation von: Grün-Alternatives europäisches Bündnis, Agalev-Ecolo, Dänische Volksbewegung gegen die Mitgliedschaft der Europäischen Gemeinschaft, Europäische Freie Allianz im Europäischen Parlament. Die grünen Parlamentarier bildeten in der Fraktion eine Gruppe namens Green Alternative European Link (GRAEL).
Aus der Europawahl 1989 gingen die grünen Parteien gestärkt hervor und bildeten eine eigene Fraktion Die Grünen im Europäischen Parlament. Die Fraktion verstärkte die Zusammenarbeit der europäischen grünen Parteien und so wurde am 20. Juni 1993 die Europäische Föderation Grüner Parteien (EFGP) gegründet. Im Gegensatz zu den etablierten europäischen Parteien beschränkte sich die EFGP nicht auf die Mitgliedsländer der EU, sondern hatte zum Beispiel auch Mitglieder aus Bulgarien, Estland und Georgien. Die EFGP verstand sich selbst auch nicht als Partei, sah aber in den Statuten explizit die Möglichkeit einer Gründung einer europäischen Partei im Sinne des 1992 verabschiedeten Vertrag von Maastricht vor.
Nachdem die grünen Parteien zehn Jahre lang eine eigene Fraktion im Europäischen Parlament hatten, nahm die Fraktion 1999 wieder die Abgeordneten der EFA mit auf. Die Fraktion trägt seitdem den Namen Die Grünen/Europäische Freie Allianz und umfasst aktuell 53 Abgeordnete, wobei die EGP den Großteil (44) der Abgeordneten stellt.
| Jahr |         | Abgeordnete | Fraktion |
| ---- | ------- | ----------- | -------- |
| 1979 | ECOROPA | 3/410       | CDI      |
| 1984 | EKGP    | 11/434      | RBW      |
| 1989 | EKGP    | 30/518      | Grüne    |
| 1994 | EFGP    | 23/567      | Grüne    |
| 1999 | EFGP    | 38/626      | G/EFA    |
| 2004 | EGP     | 35/732      | G/EFA    |
| 2009 | EGP     | 46/736      | G/EFA    |
| 2014 | EGP     | 40/751      | G/EFA    |
| 2019 | EGP     | 54/751      | G/EFA    |

### Gründung
Für die Europawahl 2004 beschloss die EFGP, als erste Parteigruppe ein europaweites, gemeinsames Wahlmanifest zu verabschieden. Als Zeichen für das gemeinsame Bekenntnis der Grünen zu einem vereinigten Europa wurde zudem die Europäische Grüne Partei (EGP) gegründet. Die Unterzeichnung der Gründungscharta der EGP fand in demselben Saal des Konservatorenpalasts statt, in dem am 25. März 1957 die Römischen Verträge unterzeichnet worden waren. Die beiden Fraktionsvorsitzenden im Europäischen Parlament, der deutsche Abgeordnete Daniel Cohn-Bendit und Monica Frassoni aus Italien, galten als inoffizielle Spitzenkandidaten der Partei. Beide waren im Vorfeld des Gründungskongresses auch als Parteisprecher gehandelt worden; zuletzt wurde allerdings der Vorstand der EFGP beibehalten.

### Weiterer Verlauf
Die Spitzenkandidaten zur Europawahl 2014 wurden erstmals in Vorwahlen bestimmt. Die Grünen zogen mit Ska Keller und José Bové in den Wahlkampf.

## Parteien

### Mitglieder
Folgende Parteien sind Mitglied der EGP:

Staaten mit Mitglieds- und Beobachterparteien der Europäischen Grünen Partei, Stand 2011
Staaten mit Mitgliedern
Staaten mit Beobachtern

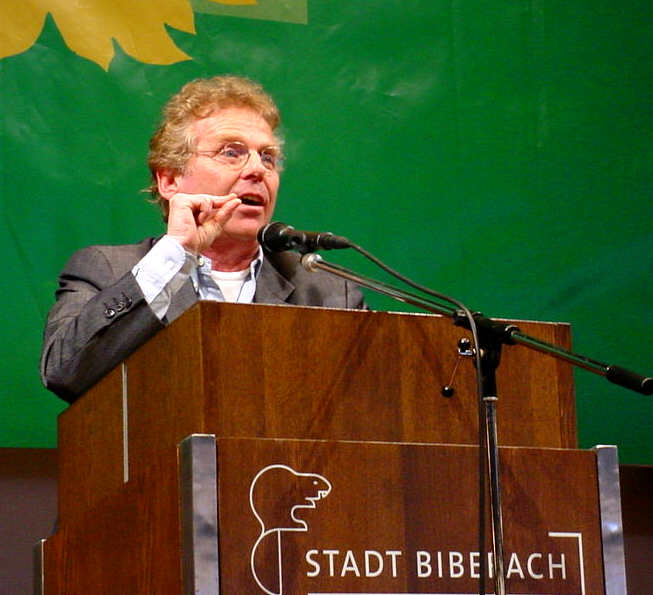
Daniel Cohn-Bendit bei einem Treffen der Wahlkampagne 2004 in Biberach an der Riß.

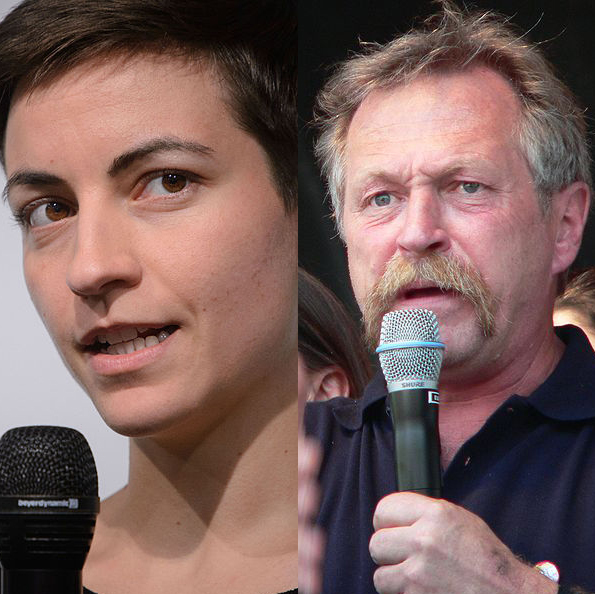
Spitzenkandidaten zur Europawahl 2014 waren Ska Keller und José Bové

| Land                   | Partei                                       | Europa- parlamentarier | Nationale Parlamentarier |
| ---------------------- | -------------------------------------------- | ---------------------- | ------------------------ |
| Albanien               | Partia e Gjelbër                             | nicht in der EU        | -                        |
| Belgien                | Groen                                        | 1/21                   | 8/150                    |
| Belgien                | Ecolo                                        | 2/21                   | 13/150                   |
| Bulgarien              | Seleno dwischenie                            | -                      | 3/240                    |
| Dänemark               | Socialistisk Folkeparti                      | 2/14                   | 14/179                   |
| Deutschland            | Bündnis 90/Die Grünen                        | 21/96                  | 85/630                   |
| Estland                | Eestimaa Rohelised                           | -                      | -                        |
| Finnland               | Vihreä liitto                                | 3/14                   | 20/200                   |
| Frankreich             | Les Écologistes                              | 10/79                  | 21/577                   |
| Georgien               | Sakartvelo’s mtsvaneta partia                | nicht in der EU        | -                        |
| Griechenland           | Ikologi Prasini                              | -                      | -                        |
| Irland                 | Green Party                                  | 2/13                   | 12/160                   |
| Italien                | Europa Verde                                 | -                      | 6/400                    |
| Italien/ Südtirol      | Verdi Grüne Vërc                             | -                      | -                        |
| Kroatien               | Možemo!                                      | 1/12                   | 4/151                    |
| Lettland               | Progresīvie                                  | -                      | 10/100                   |
| Litauen                | Demokratų sąjunga Vardan Lietuvos            | -                      | 15/141                   |
| Luxemburg              | Déi Gréng                                    | 1/6                    | 9/60                     |
| Malta                  | ADPD                                         | -                      | -                        |
| Moldau                 | Partidul Ecologist Alianța Verde din Moldova | nicht in der EU        | -                        |
| Montenegro             | Građanski Pokret URA                         | nicht in der EU        | -                        |
| Niederlande            | GroenLinks                                   | 3/29                   | 8/150                    |
| Nordmazedonien         | Demokratska Obnova na Makedonija             | nicht in der EU        | 2/112                    |
| Norwegen               | Miljøpartiet De Grønne                       | nicht in der EU        | 3/169                    |
| Österreich             | Die Grünen – Die Grüne Alternative           | 3/19                   | 26/183                   |
| Polen                  | Partia Zieloni                               | -                      | 3/460                    |
| Portugal               | Partido Ecologista Os Verdes                 | -                      | -                        |
| Portugal               | LIVRE                                        | -                      | 4/230                    |
| Rumänien               | Partidul Verde                               | -                      | -                        |
| Schweden               | Miljöpartiet de Gröna                        | 3/21                   | 16/349                   |
| Schweiz                | Grüne Schweiz                                | nicht in der EU        | 28/200                   |
| Serbien                | Zeleno-levi front                            | nicht in der EU        | 10/250                   |
| Slowenien              | Stranka mladih – Zeleni Evrope               | -                      | -                        |
| Spanien                | Verdes Equo                                  | -                      | 1/350                    |
| Spanien/ Katalonien    | Esquerra Verda                               | -                      | -                        |
| Tschechien             | Strana Zelených                              | -                      | -                        |
| Ukraine                | Partija Selenych Ukrajiny                    | nicht in der EU        | -                        |
| Ungarn                 | LMP – Magyarország Zöld Pártja               | -                      | 8/199                    |
| Vereinigtes Königreich | Green Party of England and Wales             | nicht in der EU        | 1/650                    |
| Vereinigtes Königreich | Scottish Green Party                         | nicht in der EU        | -                        |
| Vereinigtes Königreich | Green Party in Northern Ireland 1            | nicht in der EU        | -                        |
| Zypern                 | Kinima Ikologon – Synergasia Politon         | -                      | 3/56                     |

Die Jugendorganisation der EGP ist die Federation of Young European Greens (FYEG).

### Assoziierte Mitglieder
| Staat               | Partei                                 | MdEP            |
| Aserbaidschan       | Azərbaycan Yaşıllar Partiyası          | nicht in der EU |
| Finnland/ Åland     | Hållbart initiativ                     | -               |
| Kroatien            | Zelena alternativa - ORaH              | -               |
| Portugal            | Pessoas – Animais – Natureza           | -               |
| Russland            | Seljonaja Rossija                      | nicht in der EU |
| Slowenien           | VESNA – zelena stranka                 | -               |
| Spanien/ Katalonien | Catalunya en Comú                      | -               |
| Türkei              | Halkların Eşitlik ve Demokrasi Partisi | nicht in der EU |
| Ungarn              | Párbeszéd – A Zöldek Pártja            | -               |

### Sonstiges
- European Network of Green Seniors (ENGS)

### Ehemalige Mitglieder
| Staat       | Partei                           | Anmerkung |
| Andorra     | Els Verds d’Andorra              | 2015 aufgelöst |
| Bulgarien   | Zelena partiya Bŭlgariya         | suspendiert |
| Dänemark    | De Grønne                        | bis April 2008, Ausschluss wegen Wahlbündnis mit Folkebevægelsen mod EU                                            |
| Ungarn      | Zöld Demokraták Szövetsége       | wurde am 28. Februar 2009 aufgelöst                                                                                |
| Spanien     | Confederación de Los Verdes      | im Mai 2012 ausgeschlossen                                                                                         |
| Spanien     | Iniciativa per Catalunya Verds   | seit Juli 2019 insolvent                                                                                           |
| Niederlande | De Groenen                       | seit November 2017 ist die Partei kein Mitglied mehr in der EGP.                                                   |
| Russland    | Aljans Seljonych                 | am 2. Oktober 2019 hat der Oberste Gerichtshof die Partei wegen unzureichender Teilnahme an den Wahlen liquidiert. |
| Lettland    | Latvijas Zaļā partija            | am 10. November 2019 ausgeschlossen                                                                                |
| Malta       | Alternattiva Demokratika         | am 17. Oktober 2020 fusionierte die Partei mit der Partit Demokratiku zu ADPD.                                     |
| Italien     | Federazione dei Verdi            | fusionierte am 10. Juli 2021 mit Europa Verde                                                                      |
| Slowakei    | Strana zelených (Slowakei)       | Auflösung am 19. Januar 2022                                                                                       |
| Belarus     | Biełaruskaja Partyja „Zialonyja“ | Am 27. Juli 2023 wurde die Partei vom Obersten Gerichtshof von Belarus liquidiert.                                 |

## EGP-Mitglieder in europäischen Institutionen
| Organisation      | Institution                                    | Sitze  |
| ----------------- | ---------------------------------------------- | ------ |
| Europäische Union | Europäisches Parlament                         | 44/720 |
| Europäische Union | Europäische Kommission                         | 0/27   |
| Europäische Union | Europäischer Rat (Staats- und Regierungschefs) | 0/27   |